# Ermita de Sant Pau (Sant Pere de Ribes)
Sant Pau és una ermita a mig quilòmetre al nord del poble de Ribes, al terme municipal de Sant Pere de Ribes. L'ermita està protegida com a bé cultural d'interès local i està dedicada a sant Pau, copatró del poble. També hi ha un altar dedicat a sant Magí. Es troba dalt d'un petit turó de 75 metres d'alçada, al costat de la carretera d'Igualada a Sitges, a l'entrada de Ribes.
És un edifici de planta rectangular, d'una sola nau amb absis semicircular i coberta de teula a dues vessants. Exteriorment, presenta grans contraforts. La façana, de composició simètrica, és molt senzilla i consta d'una porta d'accés rectangular centrada, emmarcada per pilastres i protegida per una cornisa. Té un acabament sinuós i es corona amb un petit campanar d'espadanya.

## Història
A prop de l'ermita s'han trobat restes d'una antiga vil·la romana. Sembla que en el lloc del santuari de Sant Pau ja hi havia una altra ermita d'origen molt antic.
La primera referència escrita que se'n té data de l'any 1485. L'any 1594 es té notícia del primer administrador, que es deia Geroni Marcer. La construcció de l'actual santuari de Sant Pau va començar a principi del segle xviii, però les obres es van aturar a causa de la Guerra de Successió Espanyola.
L'any 1731, el rector de Ribes mossèn Joan Darder, deixà una bona quantitat de diners en el seu testament per a la continuació de les obres. El 1744, any en què es va reprendre la construcció, es van pagar 2 lliures i 10 sous al mestre de cases Miquel Trias per haver projectat la planta de la nova capella i ell mateix, dos anys més tard, va obrir els fonaments.
L'obra va durar seixanta anys, fins al 1804, perquè es finançava mitjançant almoines i prestacions personals. En la construcció també va intervenir el mestre de cases Miquel Bertran i Soler.
Amb la desamortització de mitjan segle xix, el santuari i les seves terres van ser considerades com a béns eclesiàstics i van sortir a subhasta, però com sempre havien estat propietat de l'ajuntament van quedar per al poble, un cop fetes les corresponents instàncies.
Durant el segle xix i principi del xx, a Sant Pere de Ribes hi va haver gent, que havent tornat de fer fortuna a Amèrica, van oferir algun obsequi al Sant. Prova d'això és la maqueta d'un vaixell que penja del sostre de l'ermita.

## Sant Pau Xic

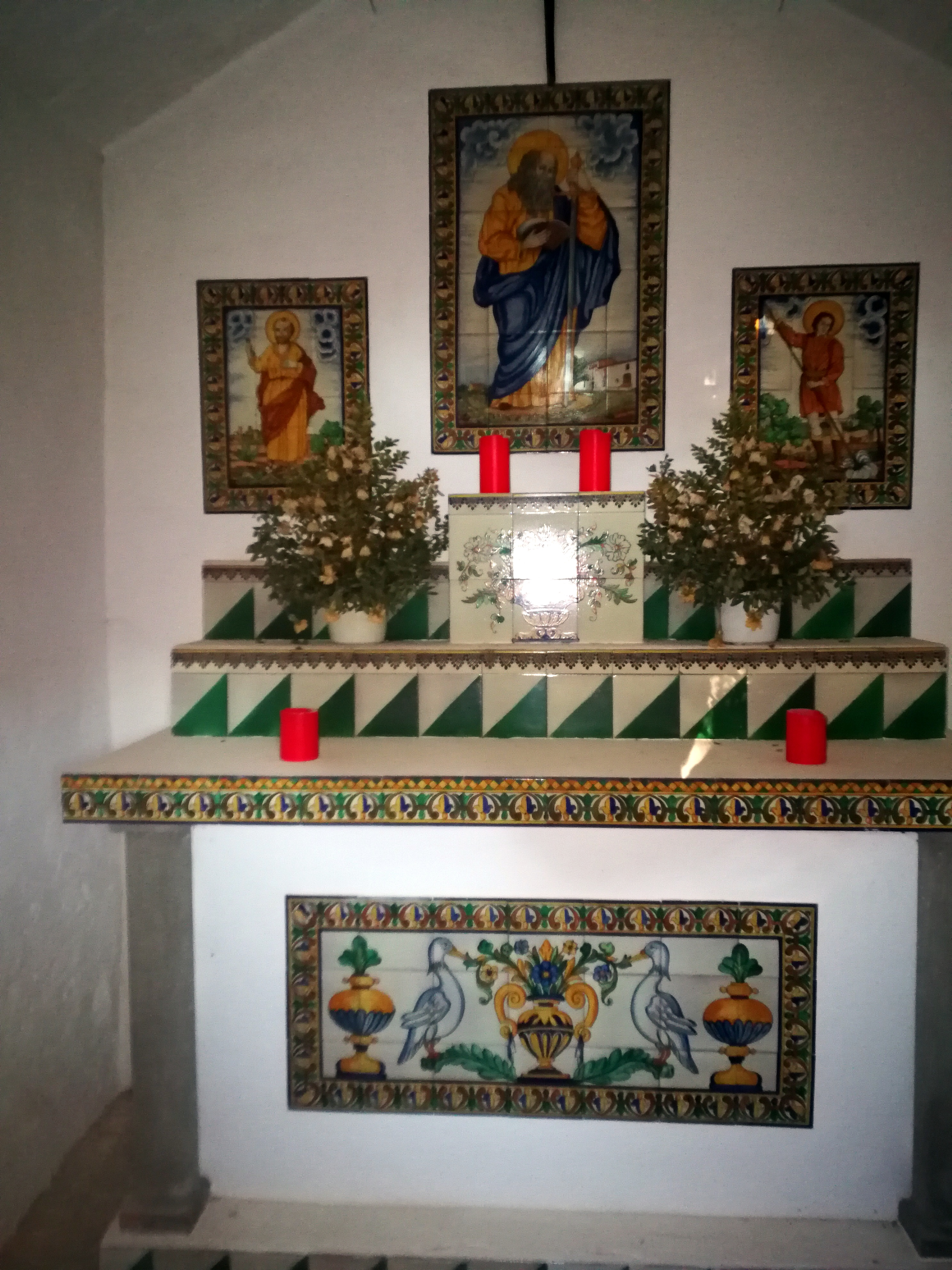
Sant Pau Xic, capella, retaule interior.

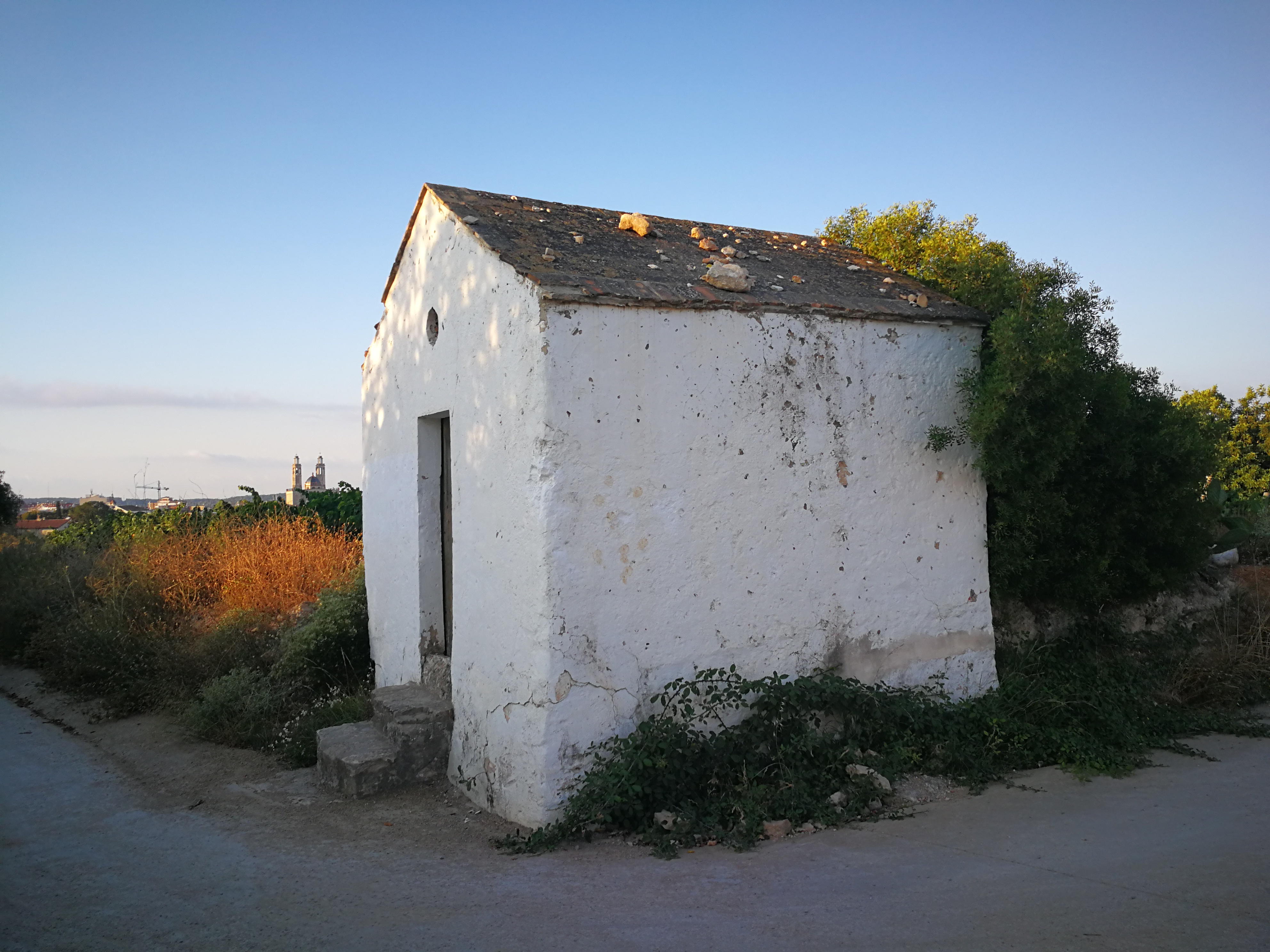

Sant Pau Xic és una capella de propietat privada situada a 200 metres de l'ermita de Sant Pau, a mig camí entre l'ermita i el poble. És un edifici d'una sola planta, amb una teulada a dues aigües i parets pintades de blanc. A l'interior de la capella hi ha un petit retaule fet amb rajoles amb la imatge de Sant Pau.
Curiosament, la teulada de Sant Pau Xic està plena de pedres. Això és a causa de la creença que diu que si es tira una pedra i aquesta es queda a la teulada, la persona que l'hagi tirat es casarà aquell any.

## Festa Major de Sant Pau
Als voltants del 25 de gener, dia de la conversió de Sant Pau, se celebra la Festa Major de Sant Pau a Sant Pere de Ribes (l'altra Festa Major se celebra el 29 de juny, dia de Sant Pere).
Els orígens de la festa es remunten a un aplec celebrat a l'ermita, datat per primer cop el 1740, on es dinava i es feia un ball de coques.
A partir del 1861 els balls populars van començar a fer presència, amb representacions davant l'ermita. Solien ser balls de versos o bé el ball de bastons.
Els balls de versos representats durant el segle xix per Sant Pau són: ball de Don Jacinto y Doña Leonor (1865, 1892), ball de Juan Portela (1886), Ball de Malcasats (1886), ball de diables (1890), ball dels Voluntaris d'Àfrica (1892), ball de les Criades (1893), ball de gitanes (1893, 1894), ball de Sant Pau (1894) i ball de Santa Margarida (1895).
En acabar l'aplec, la gent tornava cap a Ribes en massa, i els balls populars anaven baixant ballant. A través dels anys, aquestes baixades espontànies es van anar convertint en un cercavila, que hom avui anomena "Baixada de Sant Pau".
El 2014, 'Ajuntament de Sant Pere de Ribes va demanar que la Baixada de Sant Pau sigui declarada Festa Patrimonial d'Interès Nacional.
La resta d'actes es concentren el dia de la vigília (24 de gener), amb baixada de grallers, traca, disparada de morterets, repic de campanes i cercavila infantil al migdia. A la tarda, cercavila dels balls populars i exhibició de les colles del ball de diables. Durant la nit, ball de revetlla. Els actes principals del dia de Sant Pau (25 de gener) són la matinal, l'anada a Sant Pau, la missa a l'ermita, l'esmentada Baixada de Sant Pau, i exhibició. Al vespre, concert. La resta d'activitats les realitzen les entitats del poble.
Els balls populars actuals són: el ball de diables, el drac de tres caps, dues parelles de gegants, cabuts, cascavells, cercolets, panderos, pastorets, panderetes, bastons, cintes i gitanes.